# N (альбом)
N — пятый студийный альбом мелодик-дэт-метал группы Norther, выпущенный 13 февраля 2008 года лейблом Century Media Records. Композиция «Frozen Angel» (из EP No Way Back) была специально перезаписана для альбома. На песни «We Rock» и «Frozen Angel» были сняты видеоклипы.
Вскоре после выхода альбома основатель и фронтмен Петри Линдроос объявил о своем уходе из группы, чтобы больше сконцентрироваться на работе с Ensiferum.

## Список композиций
Слова и музыка всех песен — Кристиана Ранты, кроме указанных.
| №   | Название                                                      | Длительность |
| --- | ------------------------------------------------------------- | ------------ |
| 1.  | «My Antichrist»                                               | 3:24         |
| 2.  | «Frozen Angel»                                                | 4:06         |
| 3.  | «Down» (Юкка Коскинен)                                        | 3:41         |
| 4.  | «To Hell»                                                     | 4:07         |
| 5.  | «Savior» (Петри Линдроос)                                     | 5:02         |
| 6.  | «Black Gold»                                                  | 3:18         |
| 7.  | «We Rock» (музыка: Линдроос; слова: Линдроос, Ранта)          | 3:57         |
| 8.  | «Always & Never» (Коскинен)                                   | 4:34         |
| 9.  | «Tell Me Why»                                                 | 3:30         |
| 10. | «If You Go»                                                   | 3:55         |
| 11. | «Self-Righteous Fuck»                                         | 4:47         |
| 12. | «Forever and Ever» (музыка: Линдроос, Ранта; слова: Линдроос) | 4:26         |

| №   | Название                                    | Длительность |
| --- | ------------------------------------------- | ------------ |
| 13. | «C.U.S.» (Limited edition bonus track)      | 3:14         |
| 14. | «No Way Back» (Limited edition bonus track) | 5:20         |
| 15. | «Reach Out» (Limited edition bonus track)   | 3:38         |

## Участники записи
- Петри Линдроос − вокал, гитара
- Кристиан Ранта − гитара, вокал
- Туомас Планман − клавишные
- Юкка Коскинен − бас-гитара
- Хейкки Саари − ударные